# Krajné Čierno
Krajné Čierno (in ungherese Végcsarnó) è un comune della Slovacchia facente parte del distretto di Svidník, nella regione di Prešov.